# Meridiano 18 oeste
El Meridiano 18 oeste  de Greenwich es una línea  de longitud que extiende desde el Polo norte a través del Océano Ártico, Groenlandia, Islandia, el Océano Atlántico, las Islas Canarias, el Océano Antártica, hasta la Antártida y Polo Del sur.
El Meridiano 18 oeste forma un gran círculo con el Meridiano 162 este.

## De Polo a Polo
Comenzando por el Polo Norte y dirigiéndose hacia el Polo Sur, el meridiano 18 oeste atraviesa::
| Co-ordinates                     | País, territorio o mar | Notas                                                                     |
| -------------------------------- | ---------------------- | ------------------------------------------------------------------------- |
| 90°0′N 18°0′O / 90.000, -18.000  | Océano Ártico          |                                                                           |
| 82°8′N 18°0′O / 82.133, -18.000  |                        | Isla Prinsesse Margrethe, Isla Prinsesse Dagmar y Groenlandia continental |
| 79°41′N 18°0′O / 79.683, -18.000 | Océano Atlántico       | Mar de Groenlandia                                                        |
| 78°47′N 18°0′O / 78.783, -18.000 |                        | Isla Bourbon                                                              |
| 78°44′N 18°0′O / 78.733, -18.000 | Océano Atlántico       | Mar de Groenlandia                                                        |
| 77°46′N 18°0′O / 77.767, -18.000 |                        | Ile de France                                                             |
| 77°37′N 18°0′O / 77.617, -18.000 | Océano Atlántico       | Mar de Groenlandia                                                        |
| 75°24′N 18°0′O / 75.400, -18.000 |                        | Shannon Isla                                                              |
| 75°1′N 18°0′O / 75.017, -18.000  | Océano Atlántico       | Mar de Groenlandia                                                        |
| 66°33′N 18°0′O / 66.550, -18.000 |                        | Isla de Grímsey                                                           |
| 66°31′N 18°0′O / 66.517, -18.000 | Océano Atlántico       |                                                                           |
| 66°9′N 18°0′O / 66.150, -18.000  |                        |                                                                           |
| 63°31′N 18°0′O / 63.517, -18.000 | Océano Atlántico       |                                                                           |
| 28°46′N 18°0′O / 28.767, -18.000 |                        | Isla de La Palma                                                          |
| 28°45′N 18°0′O / 28.750, -18.000 | Océano Atlántico       |                                                                           |
| 27°48′N 18°0′O / 27.800, -18.000 | España                 | Isla de El Hierro                                                         |
| 27°38′N 18°0′W                   | Océano Atlántico       |                                                                           |
| 60°0′S 18°0′W                    | Océano Antártico       |                                                                           |
| 72°32′S 18°0′W                   | Antártida              | Tierra de la Reina Maud, reclamada por Noruega                            |